# Jan van den Hurck
Johannes (Jan) van den Hurck (Helvoirt, 4 mei 1790 – aldaar, 23 juli 1865) was burgemeester van Helvoirt
Hij werd geboren als zoon van Willem van den Hurck (1745-1822, landbouwer) en Hendrica van Giersbergen (1762-onbekend). 
Voorheen smid en assessor (vergelijkbaar met een huidige wethouder) geweest in het dorp, later, op 11 mei 1844 werd hij benoemd tot burgemeester van de toenmalige Noord-Brabantse gemeente Helvoirt. Op het moment van zijn benoeming was Johannes van den Hurck al een tiental jaren weduwnaar van Dorothea van de Pas. Hij bleef burgemeester tot zijn overlijden te Helvoirt op 22 juli 1865. Als burgemeester werd Johannes van den Hurck opgevolgd door Philippus Jacobus Verster.